# آندره پرونت-فوش
آندره پرونت-فوش (به انگلیسی: André Prunet-Foch) (زادهٔ ۳ ژوئیه ۱۹۱۴ – درگذشتهٔ ۳۰ ژانویه ۲۰۱۷) دیپلمات اهل فرانسه و یکی از دو شاهزاده آندورا بود.
آندره پرونت-فوش در ۳۰ ژانویه ۲۰۱۷، در سن ۱۰۲ سالگی درگذشت.